# نیزه‌بالان
نیزه‌بالان (نام علمی: Pterolonchidae) نام یک تیره از راسته پروانه‌سانان است.